# Arisugawa-no-miya
Arisugawa-no-miya (有栖川宮?) fue uno de los shinnōke, una de las ramas de la Familia Imperial de Japón y que era elegible para suceder al Trono de Crisantemo en caso de que la línea principal de la familia se extinguiera.

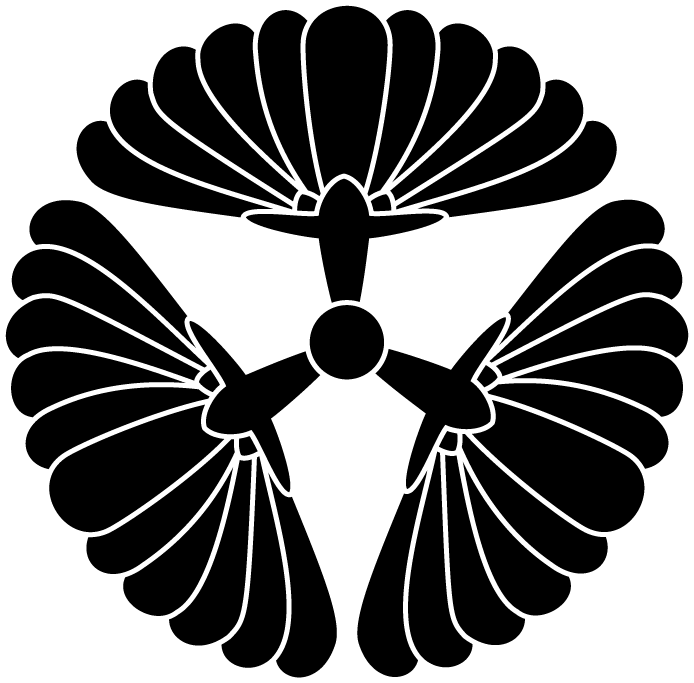
Emblema de la rama Arisugawa-no-miya

Esta rama fue fundada en 1625 por el príncipe Yoshihito, séptimo hijo del emperador Go-Yōzei y fue llamado originalmente esta rama como Takamatsu-no-miya (高松宮?). El nombre fue cambiado a Arisugawa-no-miya porque su sucesor, el príncipe Nagahito ascendió al trono en 1654 con el nombre de emperador Go-Sai. La rama fue restablecida bajo ese nombre en 1667 por el príncipe Yukihito.
Los miembros de la rama Arisugawa-no-miya se desempeñaron tradicionalmente como instructores de caligrafía y poesía tanka a sucesivas generaciones de emperadores, pero con la Restauración Meiji los príncipes tomaron importantes roles en los inicios del militarismo japonés en la segunda mitad del siglo XIX y comienzos del siglo XX.
No obstante, la línea se extinguió en 1913 cuando el príncipe Takehito no tuvo hijos varones. La Agencia de la Casa Imperial revivió en ese mismo año la rama otorgándole el título original de Takamatsu-no-miya al tercer hijo del emperador Taishō, el príncipe Nobuhito. Sin embargo, la rama se extinguió por segunda vez y de manera definitiva en 1987 con la muerte del príncipe Nobuhito, sin dejar heredero.

## Miembros de la rama

### Príncipe Takamatsu Yoshihito
Fue el primer príncipe Takamatsu-no-miya. Nació el 29 de abril de 1603 en Kioto y fue coronado en 1625, se casó el 24 de enero de 1631 en la ciudad de Edo con la princesa Matsudaira Yasuko (1617-1681). Tuvo una hija, la princesa Arisugawa Akiko (1633-1680) y fue esposa del emperador Go-Sai desde 1651. Yoshihito murió el 14 de julio de 1638 en Kioto.

### Príncipe Takamatsu Nagahito
Fue el segundo príncipe Takamatsu-no-miya. Fue hijo del emperador Go-Mizunoo y fue coronado como príncipe en 1647, sin embargo dejó el título en 1654 al ser coronado como el emperador Go-Sai. La rama no se restablecería hasta 1667 bajo el nombre Arisugawa-no-miya.

### Príncipe Arisugawa Yukihito
Tercer príncipe Arisugawa-no-miya. Fue hijo del emperador Go-Sai y nació el 9 de abril de 1656 en Kioto; se casó teniendo dos hijos: la princesa Arisugawa Yukiko (1681-1720) que recibió el título de Chūgū (segunda emperatriz consorte) del emperador Higashiyama; y el príncipe Arisugawa Tadahito. Yukihito murió el 20 de agosto de 1699.

### Príncipe Arisugawa Tadahito
Cuarto príncipe Arisugawa-no-miya. Fue hijo del príncipe Arisugawa Yukihito y nació en Kioto el 6 de marzo de 1694; fue coronado príncipe en 1699 y murió el 24 de noviembre de 1716 en la misma ciudad. No dejó hijos.

### Príncipe Arisugawa Yorihito
Fue quinto príncipe Arisugawa-no-miya. Nació el 28 de octubre de 1713 en Kioto y fue decimosexto hijo del emperador Reigen. Coronado en 1716, tuvo un matrimonio con Nijō Atsuko (1713-1774) el 27 de diciembre de 1727 y tuvo varios hijos. Murió el 19 de noviembre de 1769 en Kioto.

### Príncipe Arisugawa Orihito
Sexto príncipe Arisugawa-no-miya. Fue hijo del príncipe Arisugawa Yorito. Nació en 1755, fue coronado en 1769 y murió en 1820.

### Príncipe Arisugawa Tsunahito
Séptimo príncipe Arisugawa-no-miya. Hijo del príncipe Arisugawa Orihito, nació en 1784, fue coronado en 1820 y murió el 2 de abril de 1845.

### Príncipe Arisugawa Takahito
Fue el octavo príncipe Arisugawa-no-miya. Nació el 17 de marzo de 1813 en Kioto, siendo hijo del príncipe Arisugawa Tsunahito. Fue coronado en 1845 y actuó como Jefe del Jingikan (Departamento de Asuntos Shinto) después de la Restauración Meiji. Fue conocido por su habilidad en la caligrafía y poesía waka bajo el seudónimo de Shōzan. Proporcionó muchas inscripciones en varios templos y santuarios del país. Se casó primeramente con Yūko (fallecida en 1841), y posteriormente el 2 de junio de 1848 con la princesa Hiroko (1819-1875), del cual tuvo cuatro hijos y cuatro hijas entre los que se destacan:
- príncipe Arisugawa Taruhito (ver abajo)
- príncipe Arisugawa Tomohito (1854-1895), se casó con Mizoguchi Tadako y tuvo una hija, la princesa Arisugawa Miyeko (1891-1922).
- princesa Arisugawa Toshiko (1858-1930), se casó en 1872 con el príncipe Fushimi Sadanaru, 22.º príncipe Fushimi-no-miya.
- príncipe Arisugawa Takehito (ver abajo)

Takahito abdicó el 9 de septiembre de 1871 a favor de su hijo mayor. Murió el 24 de enero de 1886 en Tokio.

### Príncipe Arisugawa Taruhito

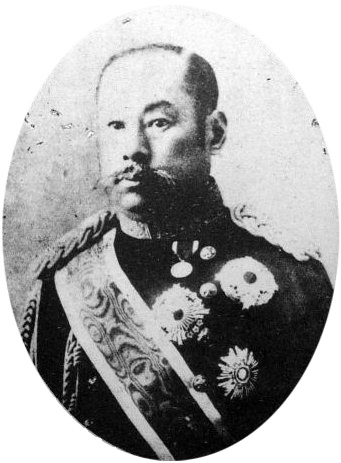
príncipe Arisugawa Taruhito.

Noveno príncipe Arisugawa-no-miya, mariscal de Campo e hijo mayor de Arisugawa Takahito. Nació el 13 de marzo de 1835 en Kioto y fue adoptado por el emperador Ninkō, donde se convirtió en consejero personal; fue el primer personaje que recibió el Collar de la Suprema Orden del Crisantemo. Fue nombrado sōsai (Ministro Jefe) en 1867 y luchó en la Batalla de Toba-Fushimi. Posteriormente en 1871 fue coronado príncipe.
Comandó el Ejército Imperial Japonés en la Guerra Boshin (1868-1869), también comandó el ejército gubernamental durante la Rebelión de Satsuma (1877); alcanzó el rango honorario de Mariscal de Campo en 1878, fue nombrado Daijō Daijin (Presidente del Consejo de Estado) entre 1870 y 1885. Fue gobernador de Fukuoka (1871), enviado oficial del Imperio de Japón a Rusia (1882), jefe del Estado Mayor del Ejército Imperial Japonés y miembro del Consejo Supremo de Guerra (1889-1895). Fue asignado Comandante en Jefe de las fuerzas japonesas en la primera guerra sino-japonesa (1894-1895).
Se comprometió en 1851 con la princesa Kazu-no-miya Chikako, pero canceló la boda. No obstante, se casó posteriormente con la princesa Tokugawa Sadako (1850-1872), undécima hija del príncipe Tokugawa Nariaki, daimyō de Mito. El príncipe Taruhito se casó por segunda vez con Mizoguchi Tadako (1855-1923), hija del conde Mizoguchi Naohiro, antiguo daimyō de Shibata.
Murió el 15 de enero de 1895 en el Palacio Arisugawa en Maiko (cerca de Kobe), y recibió un funeral de Estado en Tokio.

### Príncipe Arisugawa Takehito

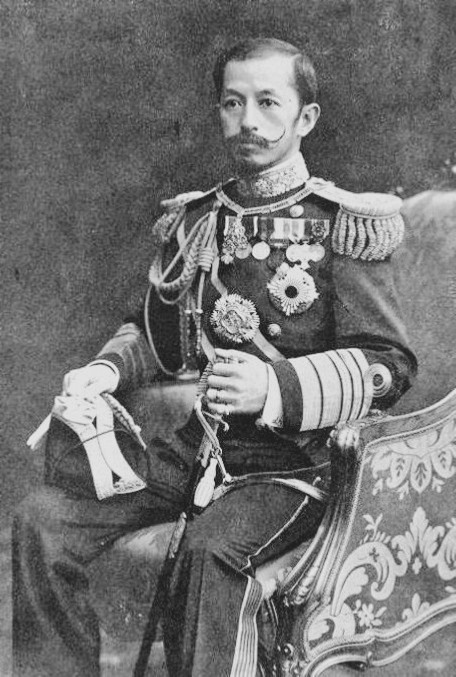
príncipe Arisugawa Takehito.

Décimo príncipe Arisugawa-no-miya, hijo del príncipe Arisugawa Takahito y almirante de Flota de la Marina Imperial Japonesa. Nació el 13 de enero de 1862 en Kioto, fue educado en la Academia Naval Imperial Japonesa en 1874. Se entrenó en el HMS Iron Duke, de la Marina Real Británica en 1879, y asistió como cadete al Royal Naval College, en Greenwich, Reino Unido (1881).
Viajó a través de Europa y América en 1889; representó al emperador Meiji en las celebraciones del 50.º Aniversario del reinado de la Reina Victoria de Inglaterra (1896); también representó al emperador Meiji en la boda del príncipe de la Corona Alemana (1905).
Comandó el crucero Matsushima y posteriormente el Hashidate en la Primera Guerra Sino-japonesa. Fue promovido a contralmirante (1896), almirante (1905) y almirante de Flota (1913, póstumo). Fue premiado como Caballero de la Gran Cruz de la Honorable Orden de Bath, con la Orden del Milano Dorado (tercera clase) y con el Collar de la Suprema Orden del Crisantemo (póstumo). Fue coronado príncipe en 1895.
Contrajo matrimonio el 11 de diciembre de 1880 con la princesa Maeda Yasuko (1864 – 1923), cuarta hija de Maeda Yoshiyasu, último daimyō de la provincia de Kaga; en dicho matrimonio tuvieron un hijo y dos hijas. El príncipe Takehito murió el 4 de julio de 1913 en Tokio, sin dejar heredero y extinguiendo la casa Arisugawa-no-miya.

### Príncipe Takamatsu Nobuhito

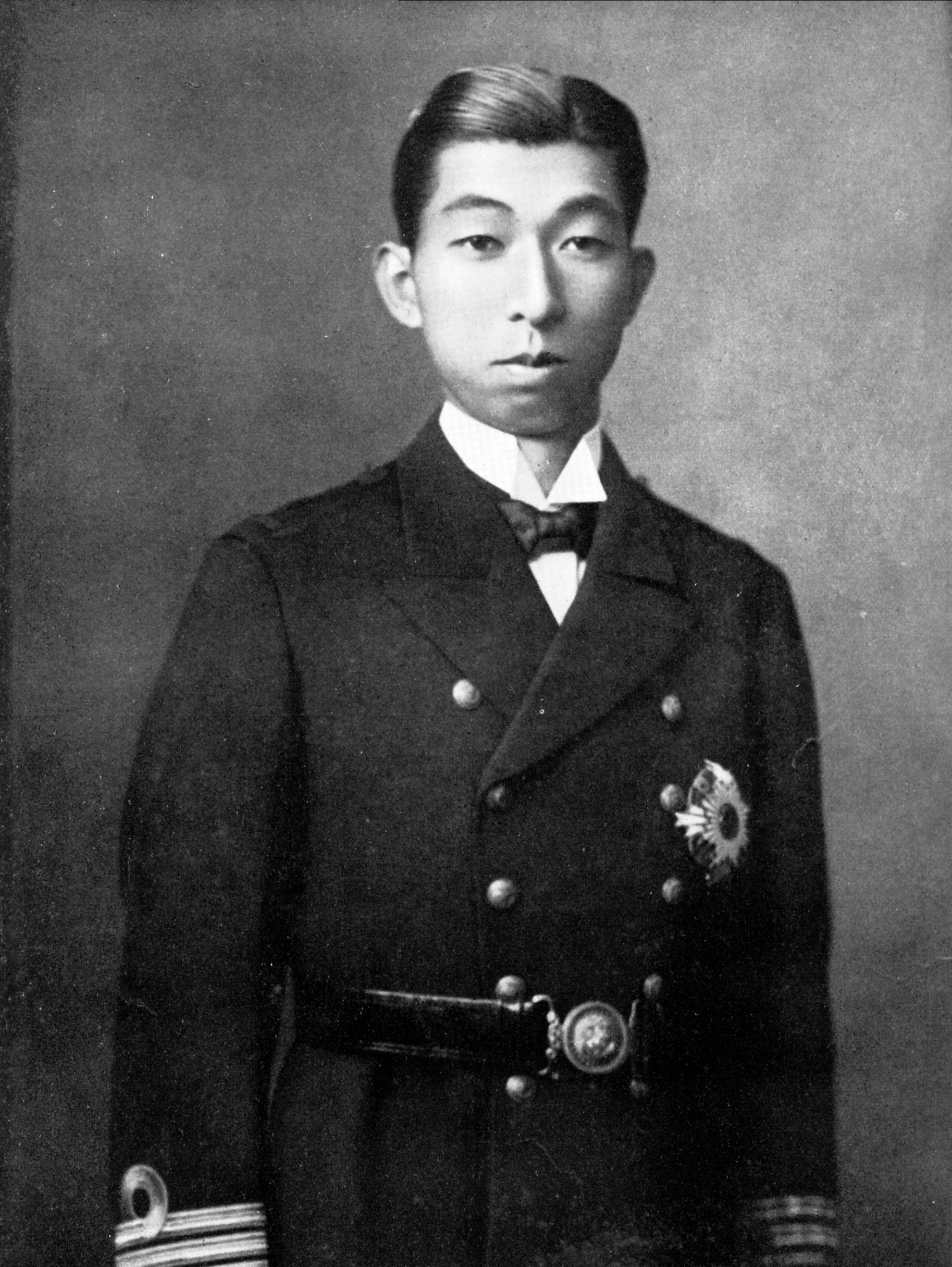
príncipe Takamatsu Nobuhito.

Undécimo y último príncipe Takamatsu-no-miya. El príncipe Nobuhito Takamatsu nació en Tokio, el 3 de enero de 1905 y fue el tercer hijo del emperador Taishō y de la emperatriz Teimei y hermano menor del emperador Shōwa. Con la muerte del príncipe Arisugawa Takehito, sin heredero en 1913, el emperador Taishō lo puso en el cargo de la rama, cambiando su nombre al original, Takamtasu-no-miya.
Estudió primero en la Escuela de Lores (Gakushuin) y entre 1922 y 1925 en la Academia Imperial Naval. Entre 1925 y 1945 formó parte de la Marina Imperial Japonesa, pasando de subteniente hasta capitán. En 1936 obtuvo una posición en la Oficina General Naval del Estado Mayor en Tokio. 
Fue un opositor de la participación japonesa en la Segunda Guerra Mundial y pidió a su hermano, el emperador Shōwa, a la rendición pacífica tras la derrota japonesa en la Batalla de Midway en 1942. También fue opositor de las incursiones japonesas en China e inclusive consideró en pedir la abdicación del trono a su hermano, creando una diferencia clara entre ambos, hecho que se constató en una entrevista al príncipe en 1975 y del diario del propio príncipe que abarcaba entre 1934 y 1947, descubierto en 1991. Después de la Batalla de Saipán en julio de 1944, se unió con su madre, sus tíos el príncipe Higashikuni, el príncipe Asaka, el ex primer ministro Konoe Fumimaro y otros aristócratas, con el objetivo de persuadir la renuncia del primer ministro Hideki Tōjō.
Con el fin de la guerra, el príncipe Takamatsu fue nombrado presidente honorario de varias organizaciones culturales, deportivos y de caridad y fue patrón de la Sociedad de la Cruz Roja. El príncipe Takamatsu se casó con Tokugawa Kikuko (1911-2004), segunda hija del príncipe Tokugawa Yoshihisa, nieta paterna del último shōgun Tokugawa, Tokugawa Yoshinobu y nieta materna del príncipe Arisugawa Takehito. 
El príncipe Takamatsu murió en Tokio, el 3 de febrero de 1987 de cáncer de hígado y no dejó herederos, dando nuevamente por término a la Casa Imperial.

## Resumen
| 1  | Príncipe Takamatsu Yoshihito | Takamatsu-no-miya Yoshihito Shinnō (高松宮 好仁親王?)   | 1603 | 1625 | -    | 1638 |
| 2  | Príncipe Takamatsu Nagahito  | Takamatsu-no-miya Nagahito Shinnō (高松宮 良仁親王?)    | 1638 | 1647 | 1654 | 1685 |
| 3  | Príncipe Arisugawa Yukihito  | Arisugawa-no-miya Yukihito Shinnō (有栖川宮 幸仁親王?)  | 1656 | 1667 | -    | 1699 |
| 4  | Príncipe Arisugawa Tadahito  | Arisugawa-no-miya Tadahito Shinnō (有栖川宮 正仁親王?)  | 1694 | 1699 | -    | 1716 |
| 5  | Príncipe Arisugawa Yorihito  | Arisugawa-no-miya Yorihito Shinnō (有栖川宮 職仁親王?)  | 1713 | 1716 | -    | 1769 |
| 6  | Príncipe Arisugawa Orihito   | Arisugawa-no-miya Orihito Shinnō (有栖川宮 織仁親王?)   | 1755 | 1769 | -    | 1820 |
| 7  | Príncipe Arisugawa Tsunahito | Arisugawa-no-miya Tsunahito Shinnō (有栖川宮 韶仁親王?) | 1784 | 1820 | -    | 1845 |
| 8  | Príncipe Arisugawa Takahito  | Arisugawa-no-miya Takahito Shinnō (有栖川宮 幟仁親王?)  | 1813 | 1845 | 1871 | 1886 |
| 9  | Príncipe Arisugawa Taruhito  | Arisugawa-no-miya Taruhito Shinnō (有栖川宮 熾仁親王?)  | 1835 | 1886 | -    | 1895 |
| 10 | Príncipe Arisugawa Takehito  | Arisugawa-no-miya Takehito Shinnō (有栖川宮 威仁親王?)  | 1862 | 1895 | -    | 1913 |
| 11 | Príncipe Takamatsu Nobuhito  | Takamatsu-no-miya Nobuhito Shinnō (高松宮 宣仁親王?)    | 1903 | 1913 | -    | 1987 |